# 吉永美保子
吉永 美保子（よしなが みほこ、1954年5月18日 - ）は、日本の元女子バレーボール選手。

## 来歴
長崎県北松浦郡出身。ママさんバレーをしていた母親の影響で中学生のときにバレーボールを始める。
佐世保商業高校を経て、1973年に日本リーグのヤシカ（当時）に入部。1977年の第10回日本リーグにおいてサーブ賞を獲得した。同年、ヤシカの廃部とともに日本電気に全体移籍。1979年の第10回実業団リーグ優勝、日本リーグ昇格に大きく貢献した。
1979年に全日本入りを果たし、同年のプレオリンピックならびにアジア選手権大会に出場した。翌年、モスクワオリンピック出場メンバーに選出されたが、西側諸国のボイコットによりオリンピック出場は幻となった。後にこの時の心境を「バレーボールはもういい。現役引退したい」とまで考えたと吐露している。

## 球歴
- 全日本代表 - 1979-1980年

## 受賞歴
- 1977年 - 第10回日本リーグ サーブ賞
- 1979年 - 第10回実業団リーグ サーブ賞

## 所属チーム
- 佐々町立佐々中学校
- 佐世保商業高校
- ヤシカ（1973-1977年）
- 日本電気 （1978-1982年）